# Ruschia intermedia
Ruschia intermedia är en isörtsväxtart som beskrevs av L. Bol. Ruschia intermedia ingår i släktet Ruschia och familjen isörtsväxter. Inga underarter finns listade i Catalogue of Life.